# Vani (Georgia)
Vani (en georgiano: ვანი) es una ciudad del este de Georgia, ubicado en el este de la región de Imericia y capital del municipio homónimo. La ciudad de Vani es la sede de la eparquía de Vani y Bagdati. 
La atracción principal es el sitio arqueológico de Vani, que ha sido incluida en la lista tentativa del Patrimonio Mundial de la UNESCO desde el 24 de octubre de 2007.

## Toponimia
Según el académico Otar Lortkipanidze, el nombre de Vani significaba "casa", "estación", "municipio", "vivienda" en georgiano antiguo.

## Geografía
Vani está a orillas del río Sulori (afluente del río Rioni), 41 km al suroeste de Kutaisi. 

## Historia
Los estudios arqueológicos sistemáticos en los alrededores de Vani desde 1947 revelaron los restos de una rica ciudad del antiguo reino de Cólquida. Aún se desconoce el nombre de este antiguo asentamiento, pero se han identificado cuatro etapas distintas de ocupación ininterrumpida. La primera fase está fechada entre los siglos VIII y VII a. C.. En este período, se presume que Vani fue un importante centro de culto. La segunda fase, finales del siglo VII y principios del VI hasta la primera mitad del siglo IV a. C., está representada por capas culturales, restos de estructuras de madera, altares de sacrificio excavados en el suelo rocoso y ricos entierros. Se supone que en este escenario Vani fue el centro de una unidad político-administrativa del reino de Cólquida. La tercera fase abarca la segunda mitad del siglo IV a. C. a la primera mitad del siglo III a. C. Está representada en gran parte por ricos entierros, restos de estructuras de piedra. A la cuarta fase (siglos III a mediados del I a. C.) pertenecen los muros defensivos, la llamada puerta pequeña, los santuarios y los edificios de culto (templos, altares, plataformas de sacrificio) y los restos de una fundición para la fundición de estatuas de bronce. Se supone que en los siglos III al I a. C., Vani era una ciudad-templo. Según los datos arqueológicos, la ciudad fue destruida a mediados del siglo I a. C.
En la Edad Media el lugar parece haber tenido menor importancia. Ya en 1876, los hallazgos individuales habían llegado a la costa en los campos circundantes. A partir de 1896, Ekvtime Takaishvili fue excavando sistemáticamente. Pero fue solo alrededor de 1960 que comenzaron las grandes campañas de excavación, todavía bajo la dirección de N. Joshtaria y desde 1966 fueron continuadas por Otar Lordkipanidze. Posteriormente, a Vani se le otorgó oficialmente el estatus de asentamiento urbano en 1961 y el de ciudad solo en 1981.

## Demografía
La evolución demográfica de Vani entre 1939 y 2021 fue la siguiente:
| 3466                                            | 2691 | 3779 | 4060 | 6404 | 4641 | 3744 | 3478 |
| (Fuente: Population of Georgia in Soviet times) |      |      |      |      |      |      |      |

Históricamente, la población de Vani ha sido mayoritariamente georgiana.
|              | 1939      | 1939       | 2014      | 2014       |
| Grupo étnico | Población | Porcentaje | Población | Porcentaje |
| ------------ | --------- | ---------- | --------- | ---------- |
| Georgianos   | 2839      | 81,9%      | 3741      | 99,92%     |
| Rusos        | 98        | 2,8%       | 2         | 0,05%      |
| Ucranianos   | 98        | 2,8%       | -         | -          |
| Griegos      | 6         | 0,1%       | 1         | 0,03%      |
| Judíos       | 517       | 14,9%      | -         | -          |
| Armenios     | 5         | 0,1%       | -         | -          |
| Total        | 3466      | 100%       | 3744      | 100%       |

## Economía
La industria alimentaria se desarrolla en la ciudad y también hay una fábrica de ropa. 

## Infraestructura

### Arquitectura, monumentos y lugares de interés
En la ciudad de Vani hay un museo fundado en 1985, el museo arqueológico de Vani, donde se exhiben algunas piezas únicas de la antigua Cólquida.

### Transporte
La carretera regional que sube desde Kutaisi por el valle del Janistskali pasa por Bagdati y sobre el paso de Sekara (2180 m de altura), cruzando la cresta principal de la cordillera de Mesjetia y más allá, uniendo la ciudad balneario de Abastumani con Ajaltsije, capital de la región de Mesjetia-Yavajetia. La estación de tren más cercana está en Kutaisi.

## Cultura

### Arqueología
Alrededor de la ciudad está el sitio arqueológico de Vani. La campaña de excavación de 2006 a 2007 fue financiada por la fundación Gerda Henkel.
La orfebrería en particular es evidencia de una enorme alta cultura, que en estilo y ejecución solo puede compararse con obras de Persia del siglo IV a. C. Son independientes del trabajo escita, griego u otro conocido de ese período temprano pero a partir de ese siglo, aumenta la influencia de la cultura helenística. Las monedas macedonias ahora se encuentran a menudo en las tumbas.

### Deporte
La ciudad es la sede del FC Sulori Vani, un equipo de fútbol georgiano que juega en la segunda división de Georgia, la Pirveli Liga.

## Galería

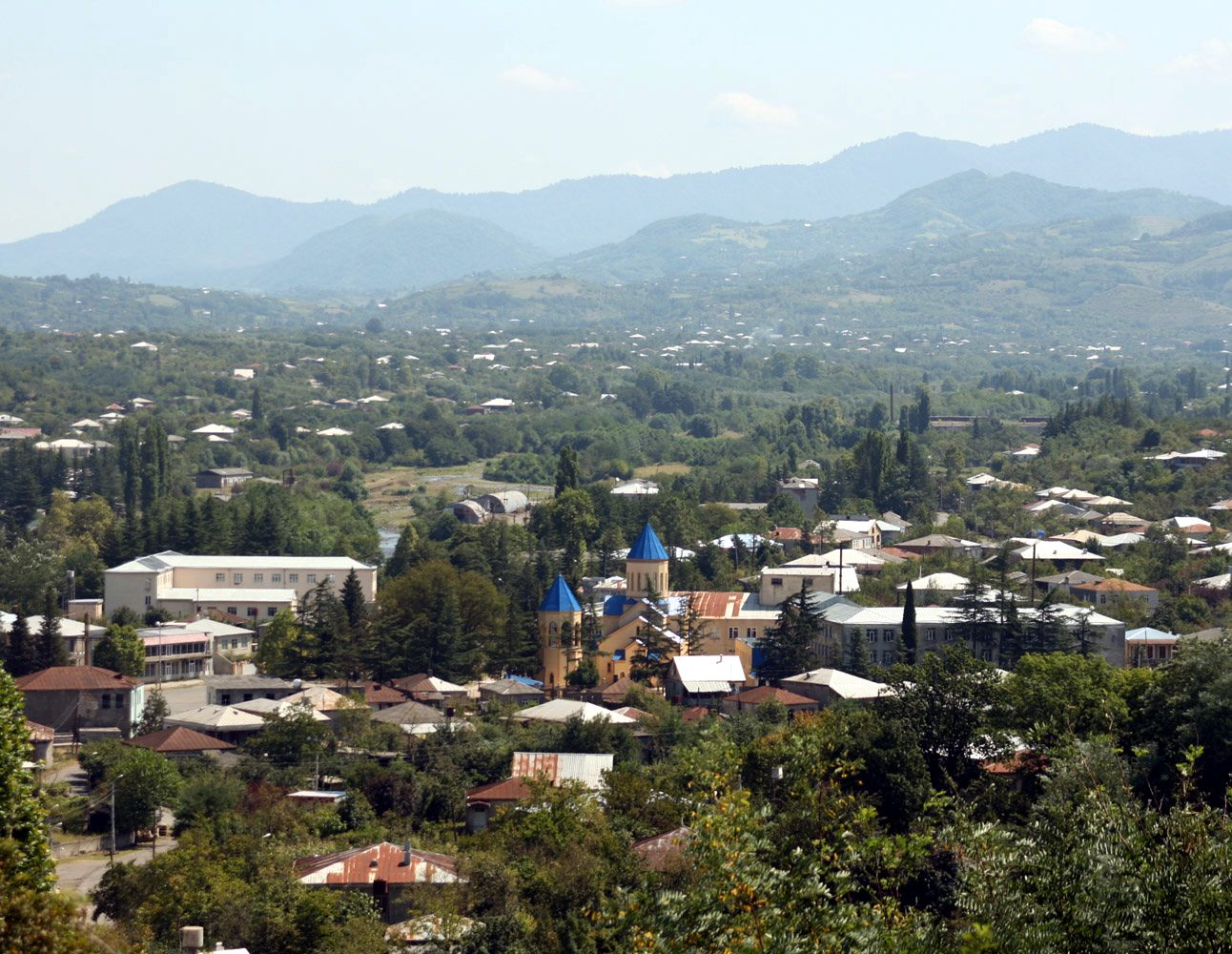
Vista de Vani desde el museo arqueoógico
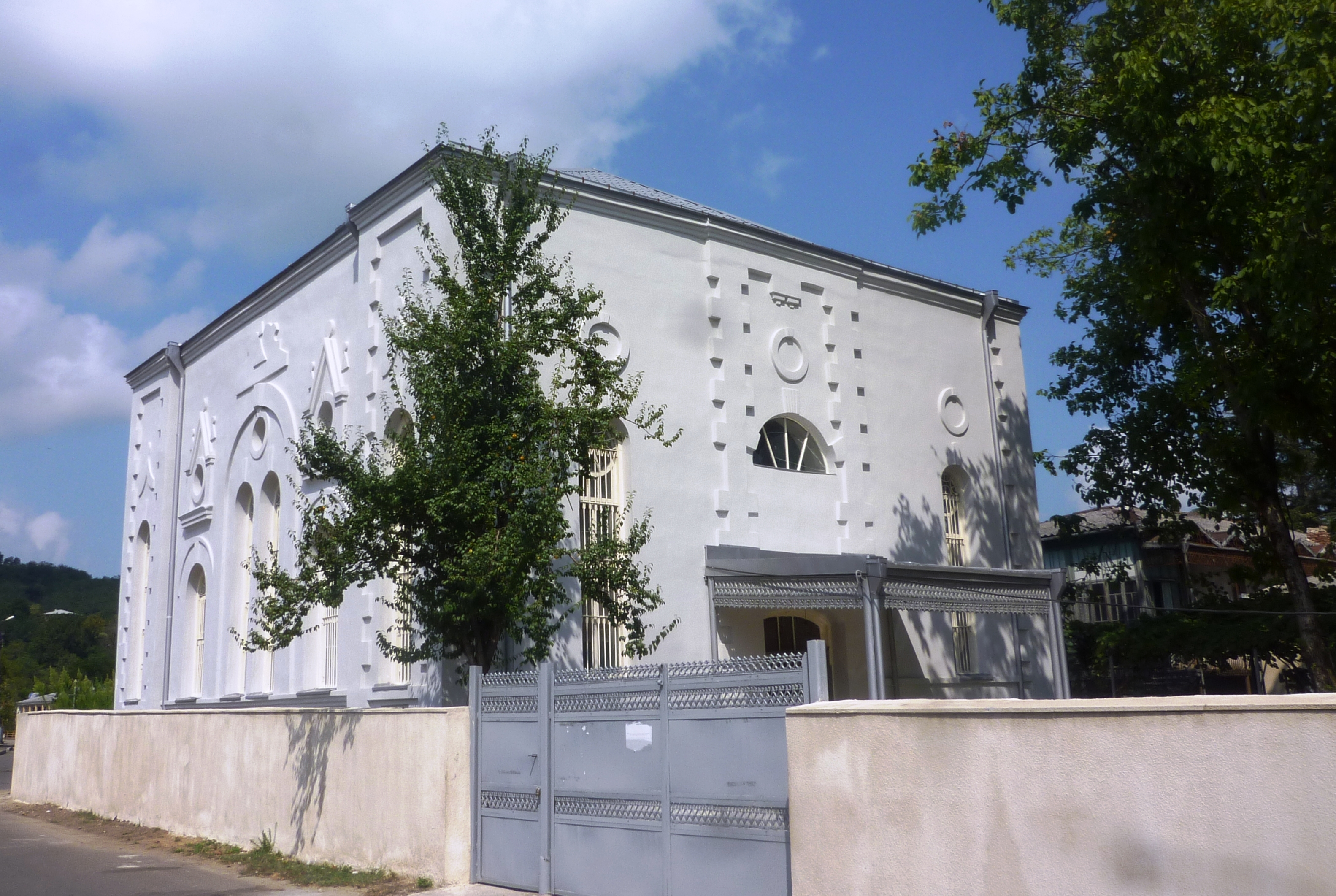
Sinagoga de Vani
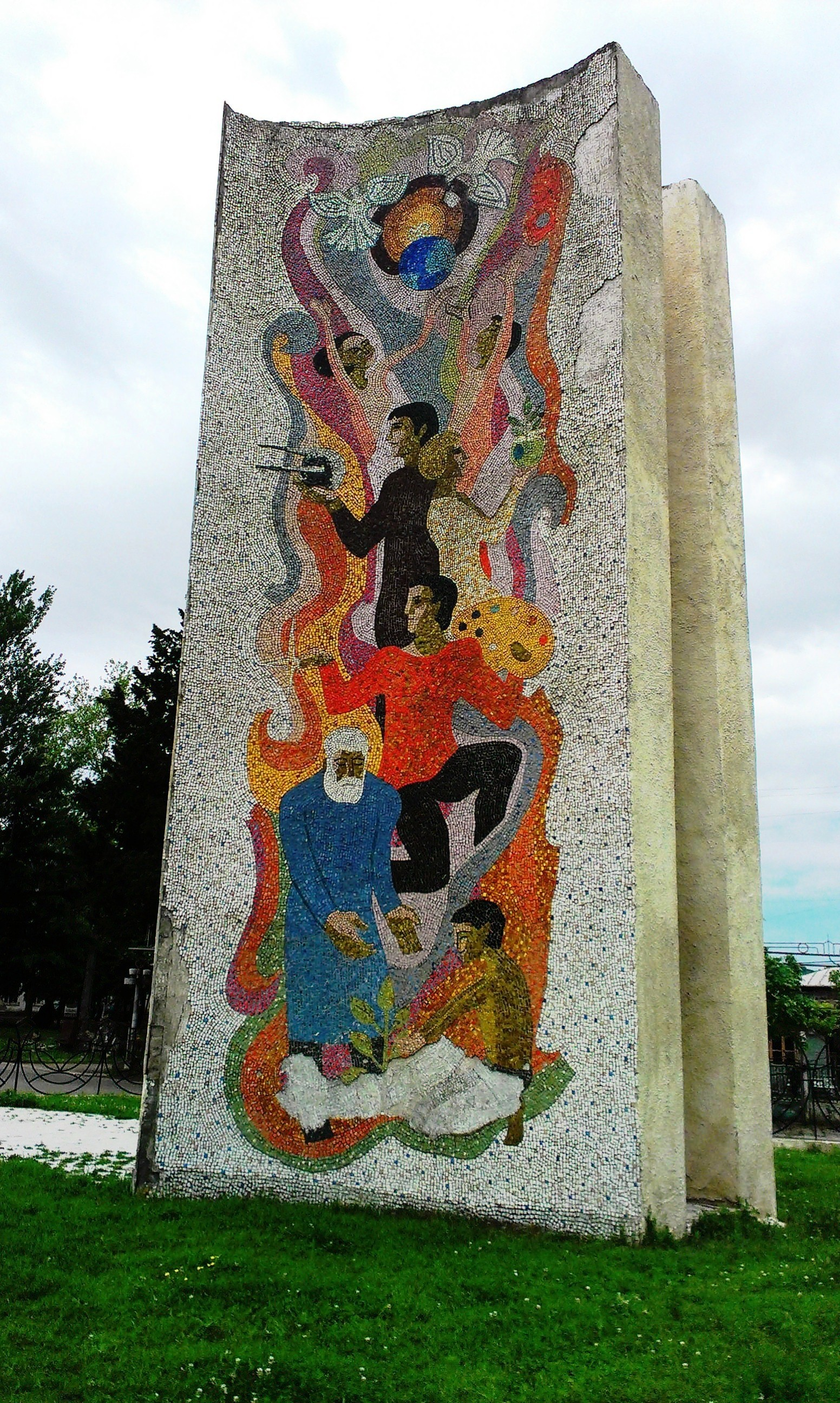
Mosaico soviético
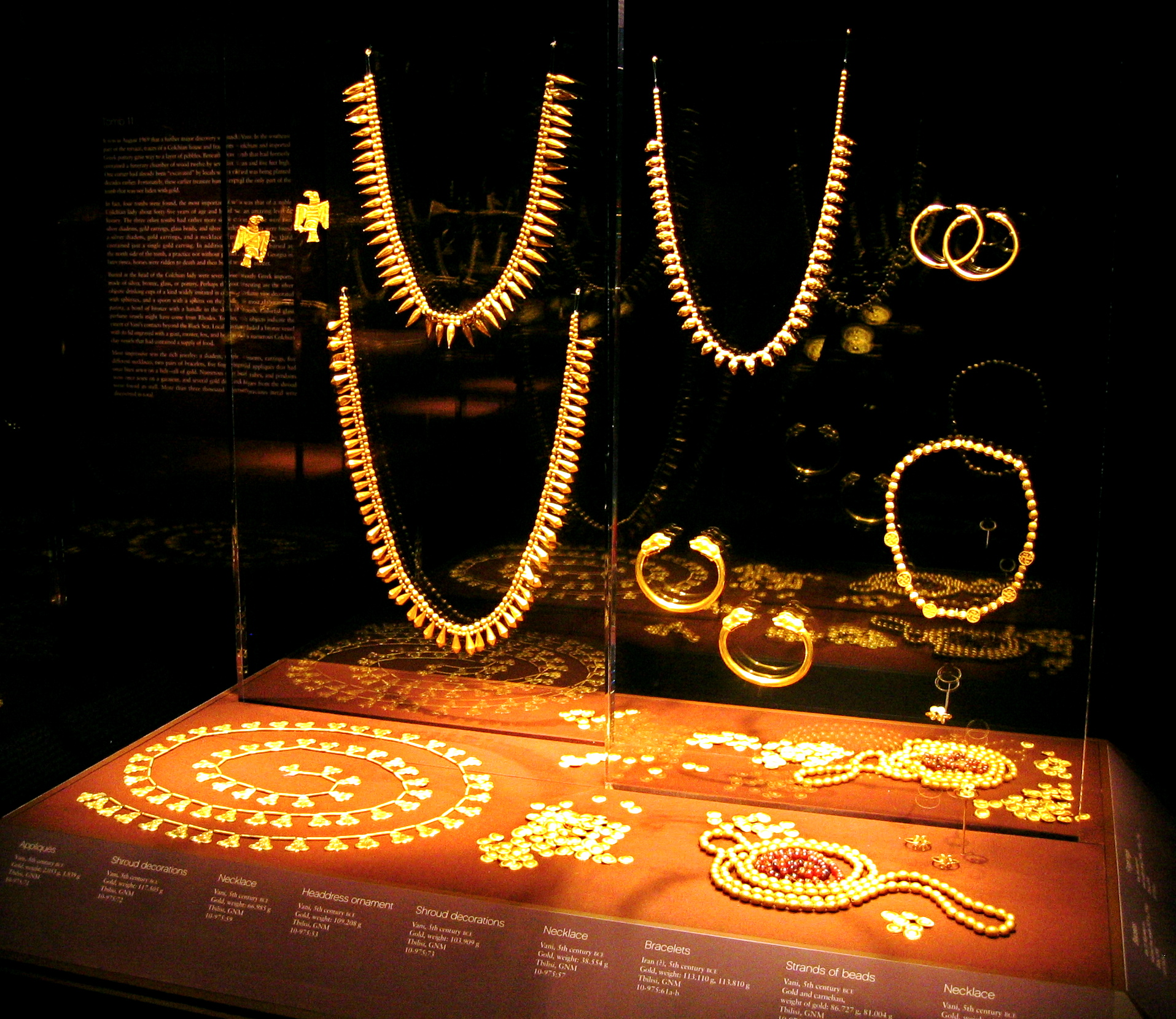
Objetos de oro encontrados en el yacimiento
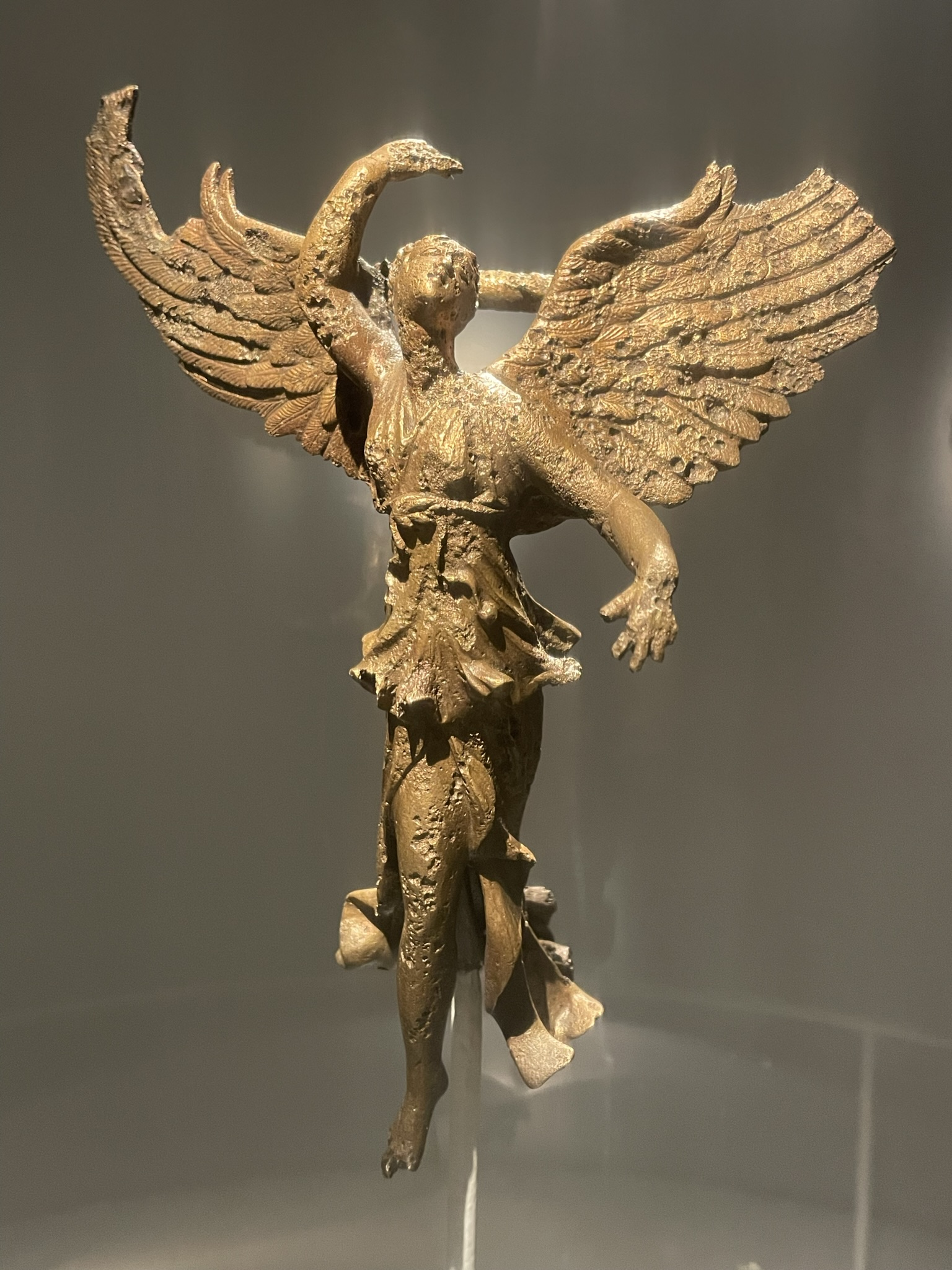
Diosa Niké encontrada en Vani

## Ciudades hermanadas
Vani está hermanada con las siguientes ciudades:
- Fallon (Nevada) y Prosser (Washington), Estados Unidos.[6]
- Ascalón, Israel.[7]
- Amvrosivka, Ucrania.[8]